# Qiliping (köpinghuvudort i Kina, Hubei Sheng, lat 31,47, long 114,65)
Qiliping (kinesiska: 七里坪) är en köpinghuvudort i Kina. Den ligger i provinsen Hubei, i den centrala delen av landet, omkring 100 kilometer norr om provinshuvudstaden Wuhan. Antalet invånare är 80 798. Befolkningen består av 38 753 kvinnor och 42 045 män. Barn under 15 år utgör 16,0 %, vuxna 15-64 år 75 %, och äldre över 65 år 8,0 %.
Runt Qiliping är det tätbefolkat, med 383 invånare per kvadratkilometer. Qiliping är det största samhället i trakten. Trakten runt Qiliping består till största delen av jordbruksmark.
Genomsnittlig årsnederbörd är 1 531 millimeter. Den regnigaste månaden är juli, med i genomsnitt 270 mm nederbörd, och den torraste är december, med 19 mm nederbörd.